# Seattle Center

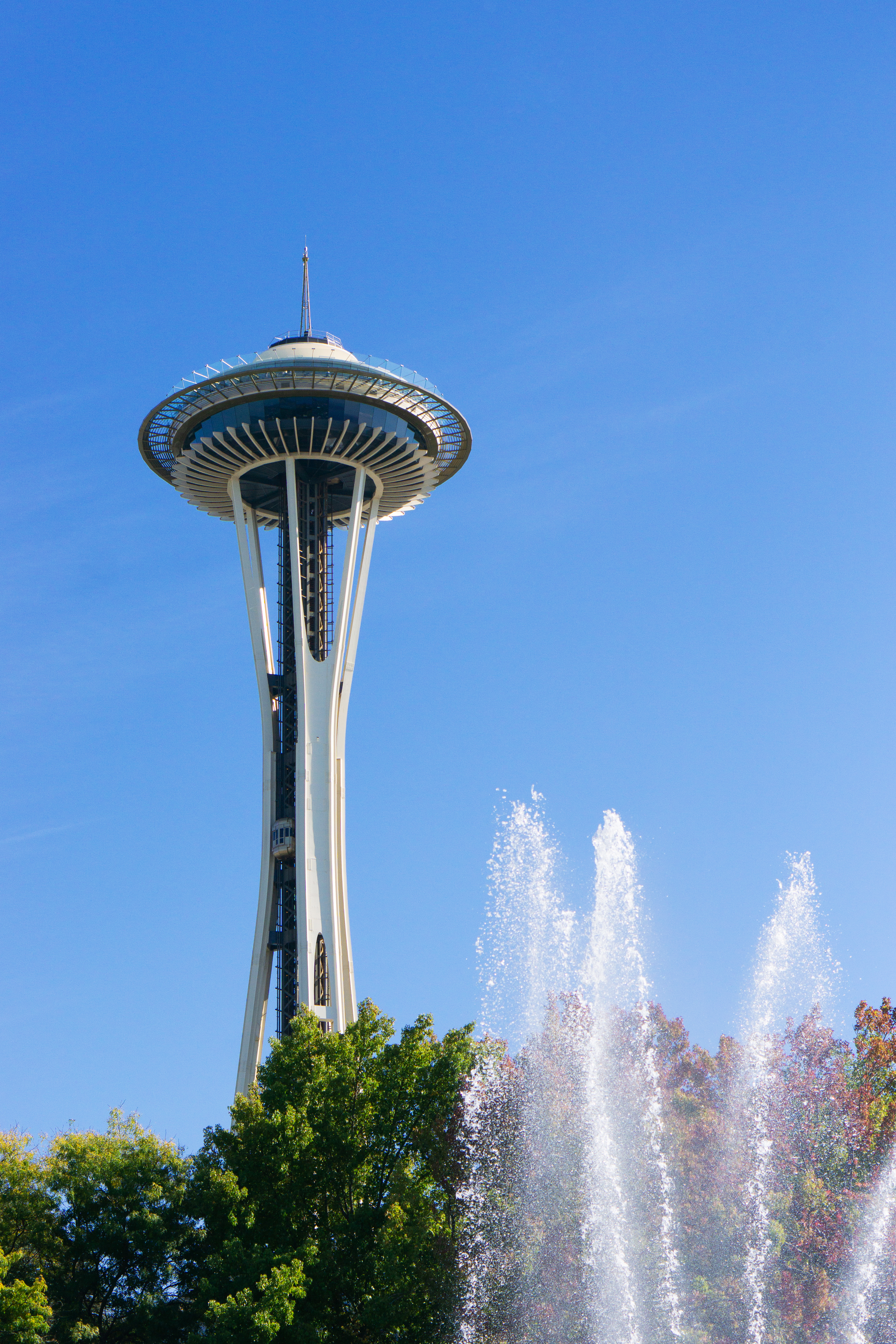
La Space Needle y la Fuente Internacional, en el Seattle Center.

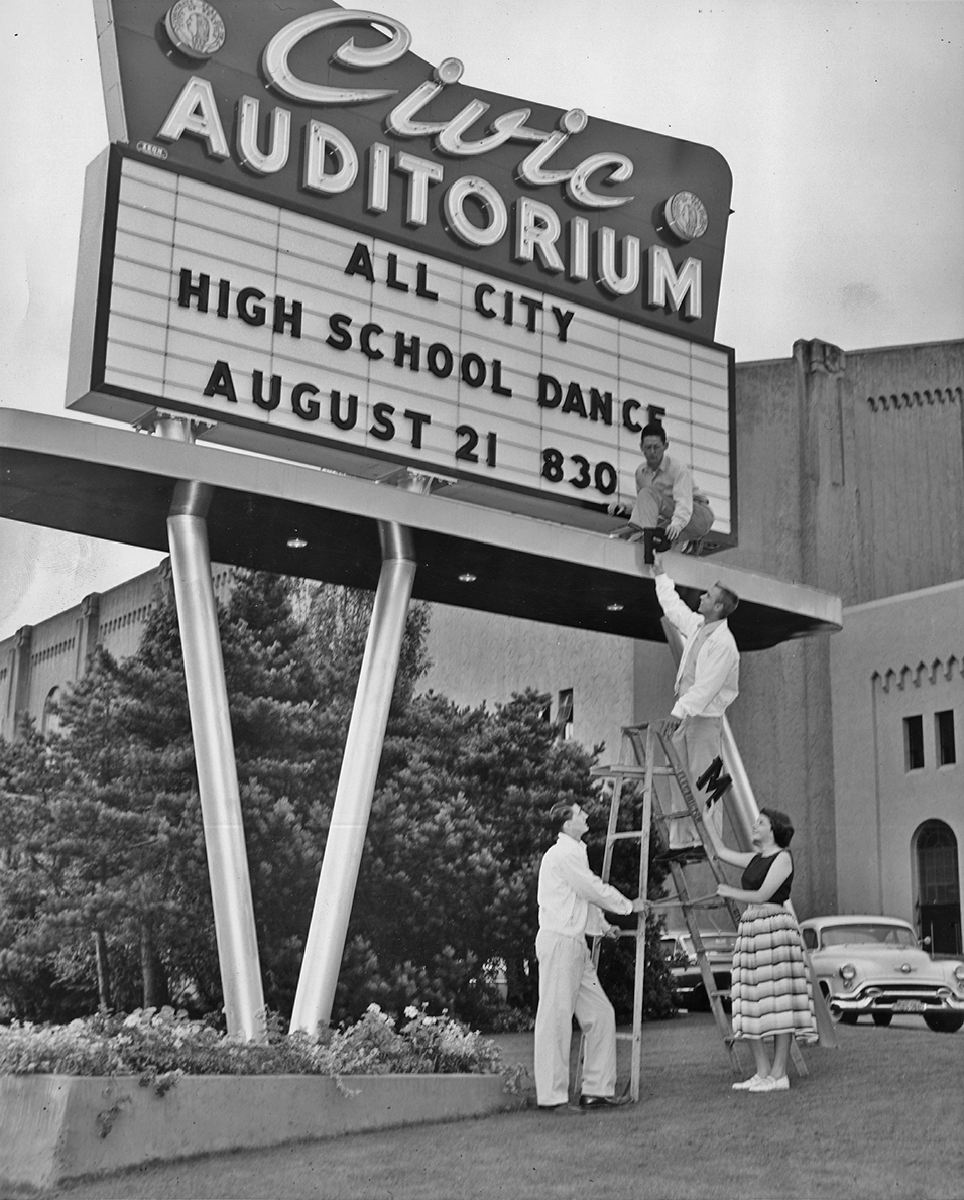
El Auditorio Cívico de Seattle en 1954.

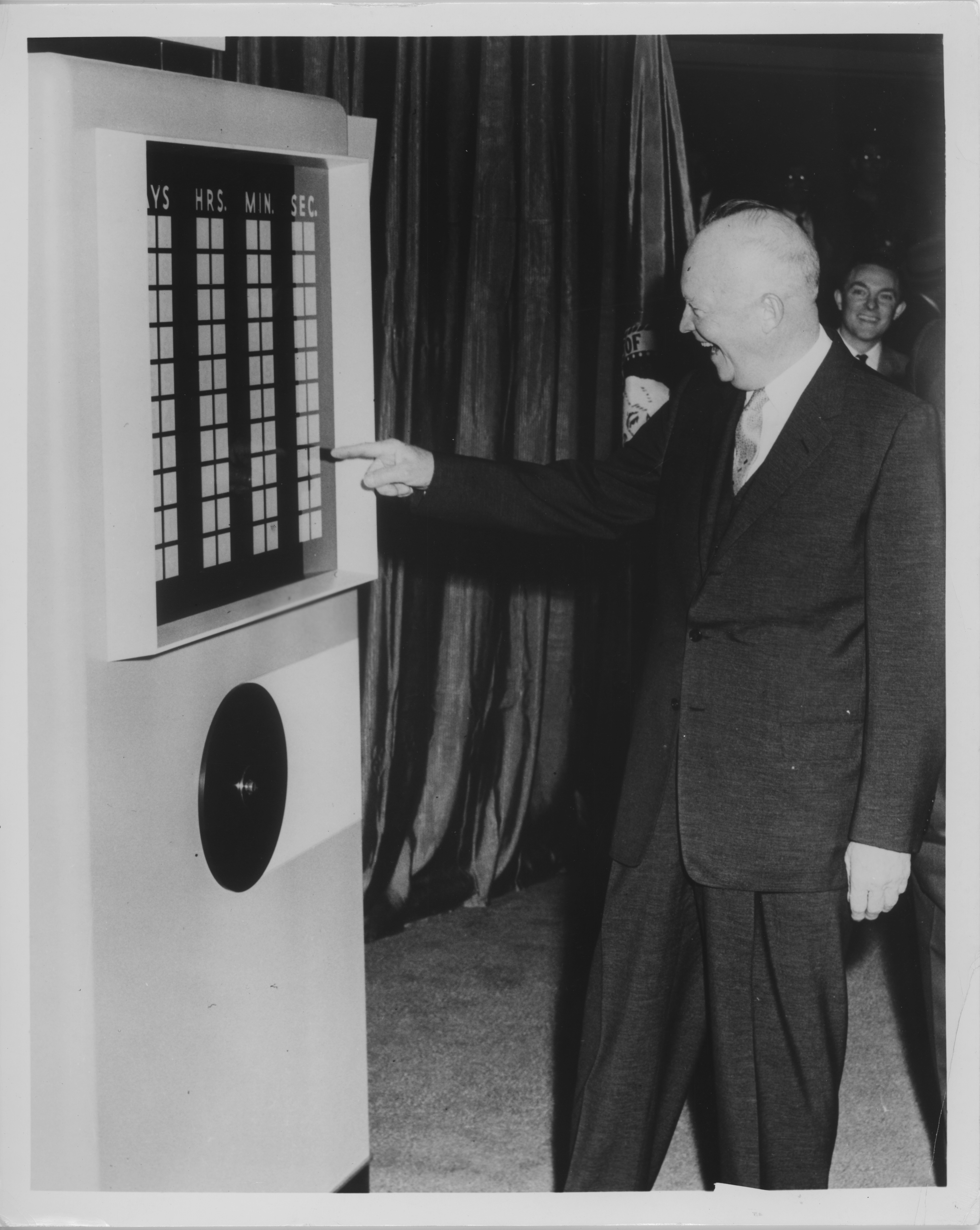
El presidente Dwight D. Eisenhower inicia en 1958 la cuenta atrás hacia la inauguración de la Exposición Universal de 1962.

El Seattle Center es un complejo de ocio, cultura, turismo y artes escénicas situado en el barrio de Lower Queen Anne de Seattle (Washington, Estados Unidos). Construido para la Exposición Universal de 1962, el punto de referencia del Seattle Center es la Space Needle, de 184 metros de altura, un monumento oficial de la ciudad y símbolo reconocido a nivel mundial del skyline de Seattle. Otras atracciones notables del complejo son el Centro de Ciencias del Pacífico, el Climate Pledge Arena y el Museo de la Cultura Pop, así como el McCaw Hall, sede de la Ópera de Seattle y del Ballet del Noroeste del Pacífico. El monorraíl de Seattle proporciona servicios regulares de transporte público entre el Seattle Center y el Westlake Center en Downtown Seattle, y es considerado una atracción turística en sí mismo.

## Historia

### Antecedentes
En 1886, David Denny, uno de los fundadores de Seattle, donó los terrenos que actualmente contienen el Seattle Center, estipulando que fueran de «uso público para siempre». Los proyectos para estas tierras tomaron forma en 1928, cuando la alcaldesa Bertha Knight Landes inauguró en ellas el complejo del Centro Cívico, que incluía un estadio y un auditorio. La Seattle Center Armory fue construida en 1939.

### Exposición Universal de 1962
En 1958, el Auditorio Cívico fue seleccionado como futura ubicación de la Exposición Universal de 1962, y su demolición empezó tras una ceremonia de cuenta atrás iniciada por el presidente Dwight D. Eisenhower. En 1961, los arquitectos japoneses Hideki Shimizu y Kazuyuki Matsushita fueron escogidos para diseñar la Fuente Internacional (International Fountain), y se firmó un contrato con Alweg Rapid Transit Systems para la construcción de la línea de monorraíl. El 21 de abril de 1962, el presidente John F. Kennedy inauguró oficialmente la Exposición Universal. A este evento, que duró seis meses, asistieron, entre otros, el astronauta John Glenn, el político Robert F. Kennedy y el cantante Elvis Presley, quien llegó en septiembre de 1962 para rodar la película It Happened at the World's Fair.

### Historia posterior
El 1 de junio de 1963, la propiedad del complejo volvió al Ayuntamiento de Seattle, que desde entonces lo ha mantenido como un centro para los eventos deportivos y de artes escénicas de la ciudad. Algunas de sus instalaciones fueron alquiladas a Century 21 Center, una corporación sin ánimo de lucro constituida en 1962 para promover el complejo del Seattle Center. Sin embargo, en diciembre de 1964, el Ayuntamiento de Seattle anunció su intención de asumir la gestión de la corporación Century 21 Center después de que esta incurriera en deudas por valor de 300 000 dólares. La corporación fue disuelta en 1965 y la promoción del Seattle Center se transfirió a Greater Seattle, Inc., la organización de turismo de la región.
A fecha de 1965, la Seattle Center Armory seguía siendo propiedad del Departamento de Defensa del Estado de Washington, pero estaba alquilada al Ayuntamiento de Seattle para su uso como un espacio para eventos y exposiciones.
El campus del Seattle Center experimentó un descenso en número de visitantes e importancia después de la Exposición Universal de 1962, lo que hizo que surgieran propuestas de reutilizarlo para otros usos. El Ayuntamiento de Seattle contrató en 1987 a Walt Disney Imagineering para que diseñara un plan a largo plazo para el campus. La propuesta de Disney incluía la sustitución de la Fuente Internacional con un estanque y del Memorial Stadium con un estacionamiento cubierto por una pradera artificial, pero fue rechazada por el Ayuntamiento tras la indignación pública que generó en las audiencias.

## Atracciones

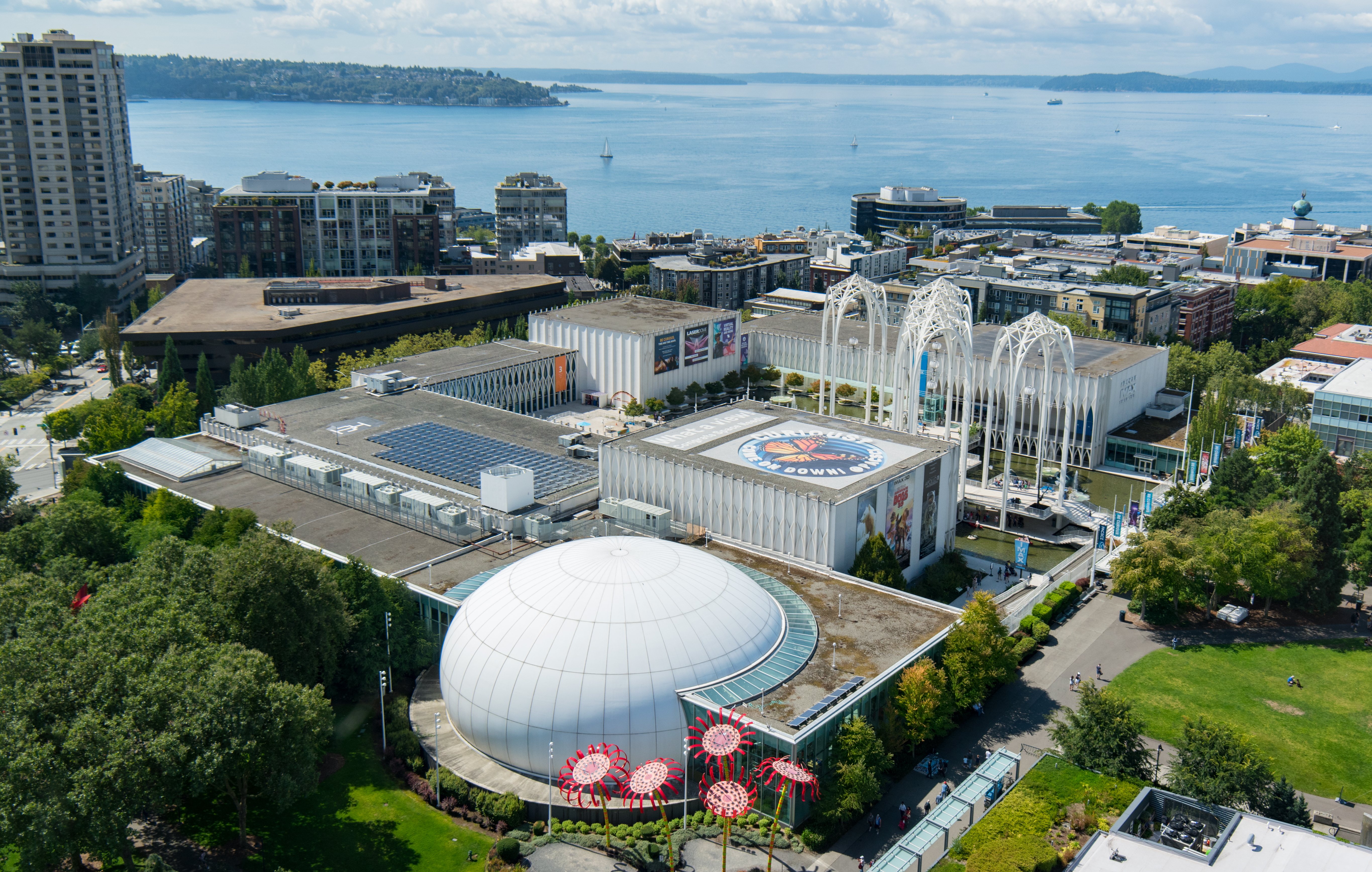
El Centro de Ciencias del Pacífico.

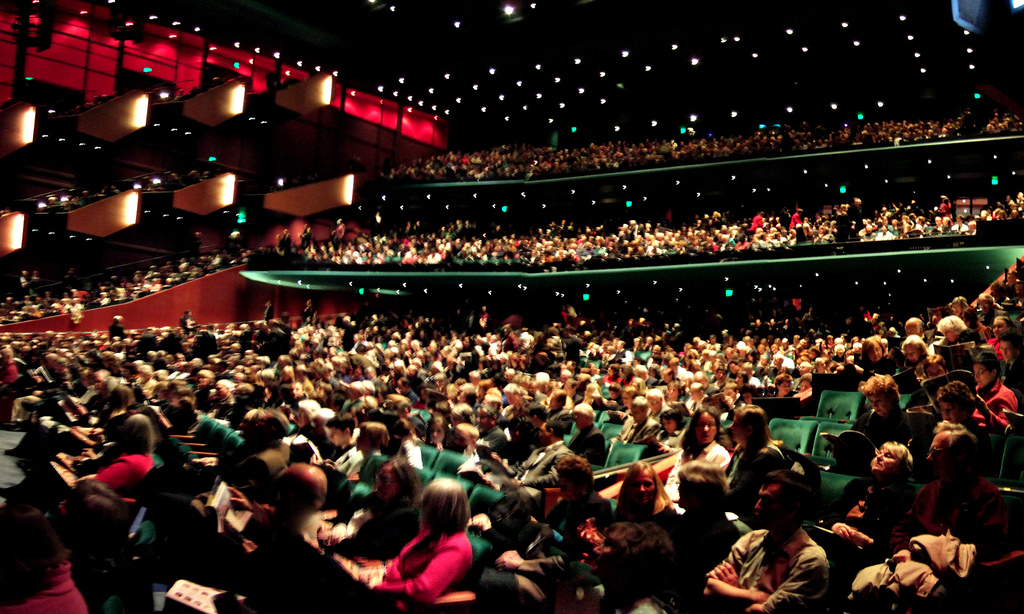
El Marion Oliver McCaw Hall.

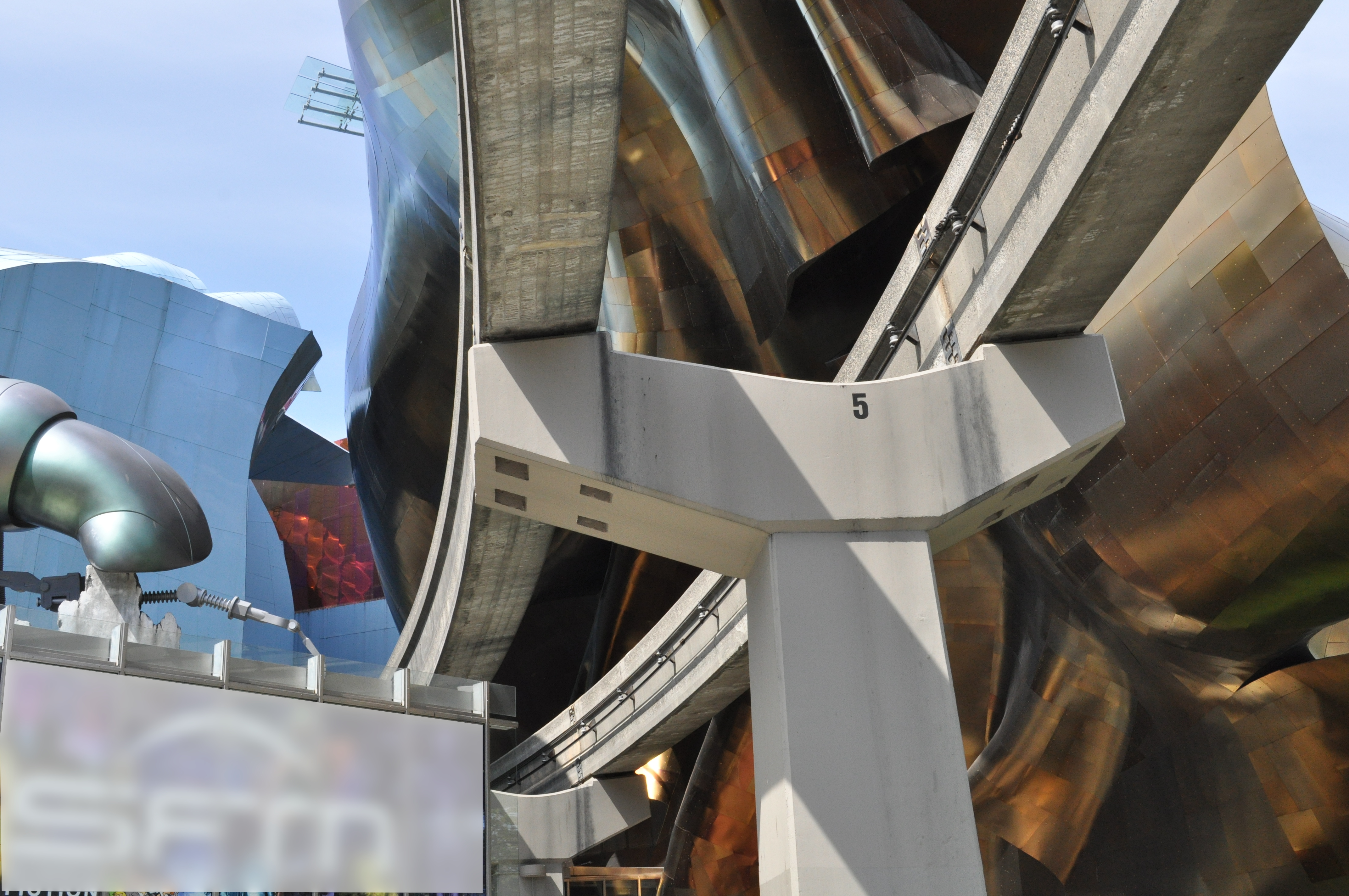
Las vías del monorraíl entrando en el edificio del Museo de la Cultura Pop.

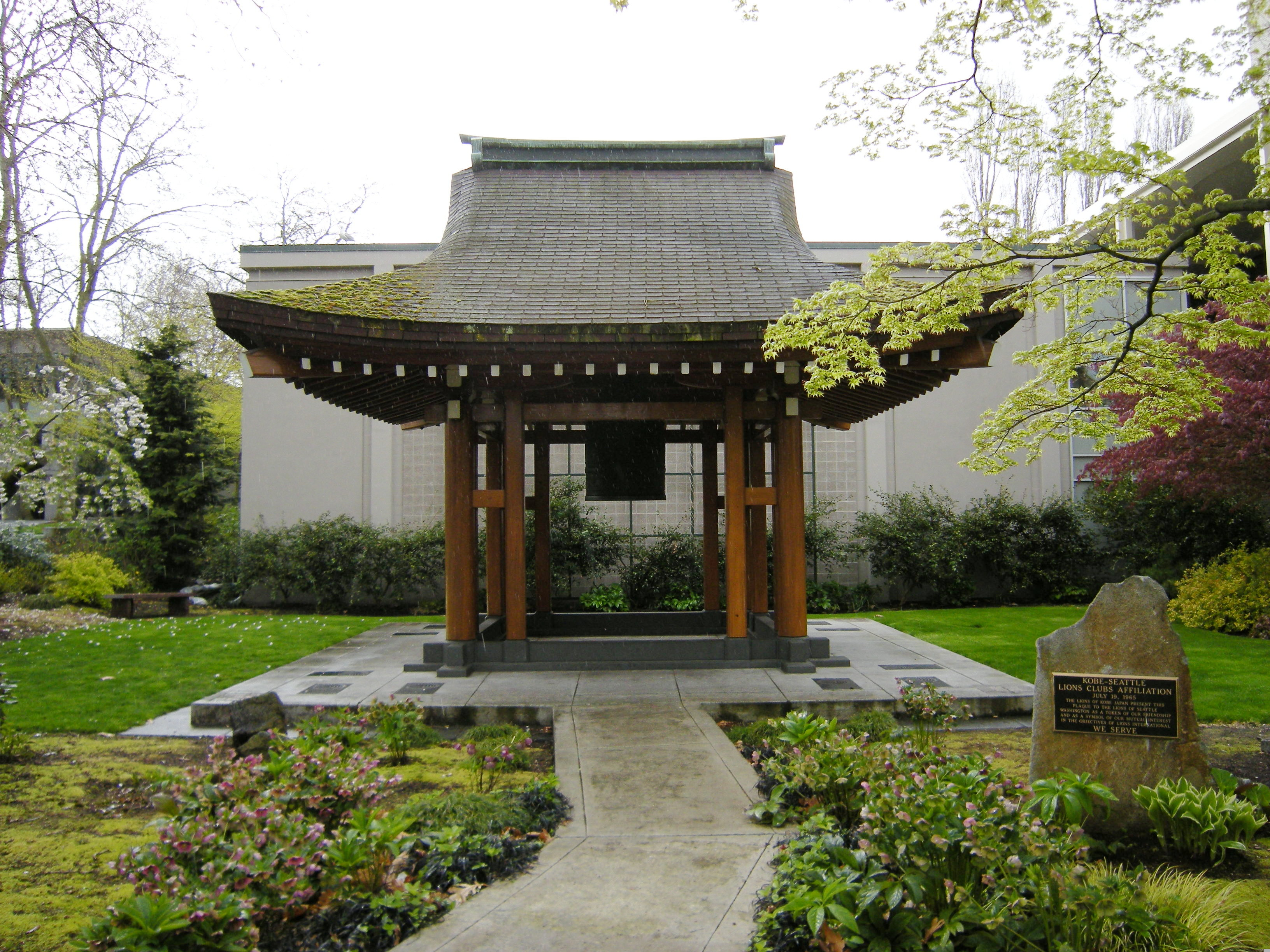
La Campana de Kōbe.

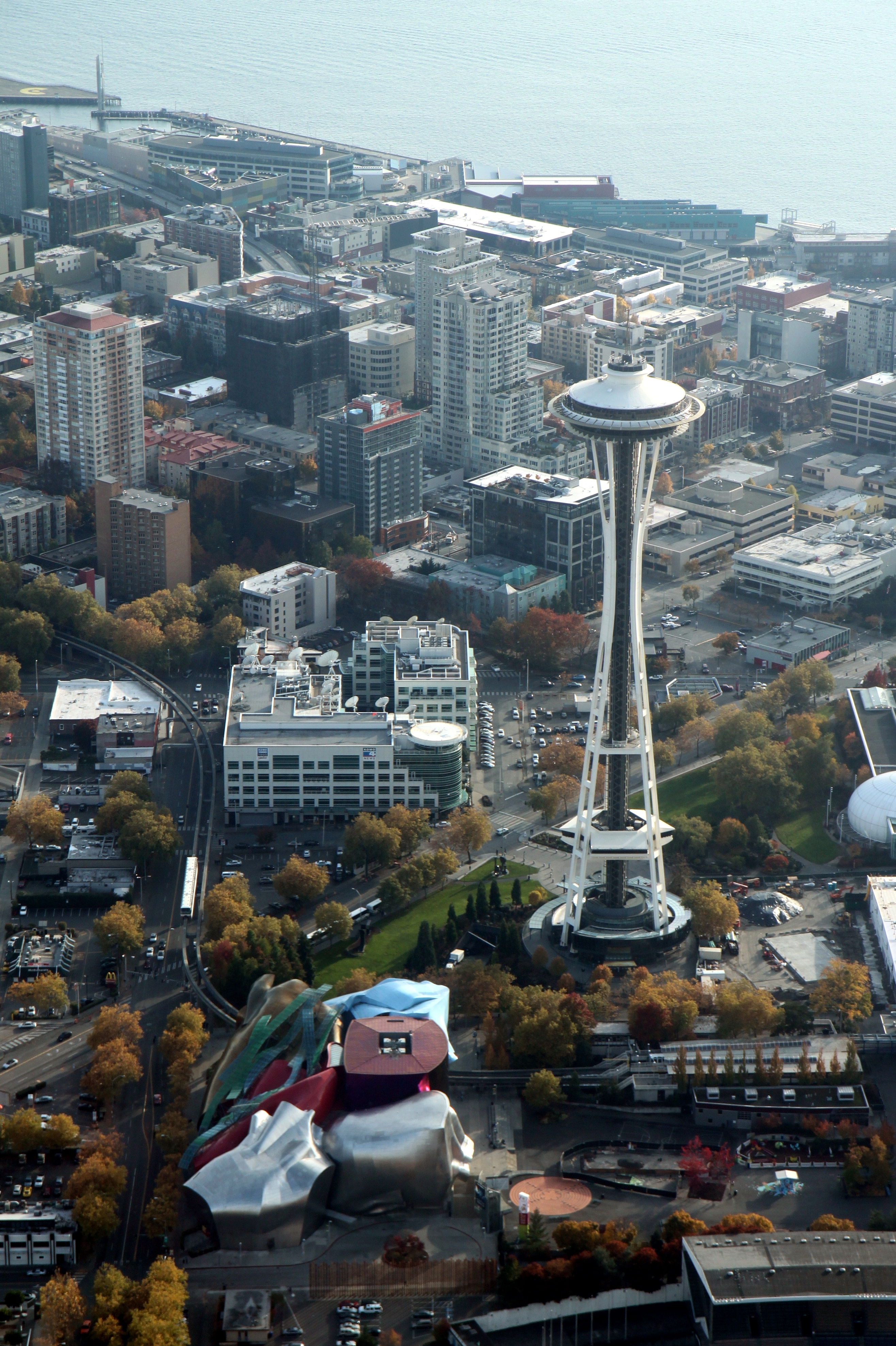
El Museo de la Cultura Pop y la Space Needle, con el estrecho de Puget al fondo.

Hay varios edificios y obras de arte con influencias japonesas en el Seattle Center. Entre ellos se encuentran el Centro de Ciencias del Pacífico (Pacific Science Center), diseñado por el arquitecto Minoru Yamasaki; el Mural de Seattle, realizado por el artista Paul Horiuchi; y la Campana de Kōbe, un regalo de la ciudad japonesa de Kōbe, hermanada con Seattle.

### Monumentos
- La Space Needle, un monumento oficial de la ciudad, que contiene una plataforma de observación y antiguamente un restaurante giratorio.[10] En el momento de su finalización en 1961, la Space Needle era la estructura más alta de los Estados Unidos al oeste del río Misisipi.
- La Fuente Internacional, situada en el centro del complejo. Diseñada por los arquitectos japoneses Kazuyuki Matsushita y Hideki Shimizu en estilo moderno, fue renovada profundamente en 1995. Con más de veinte chorros, la fuente alterna entre diferentes ciclos programados de patrones de agua, acompañada por música grabada procedente de todo el mundo. La música se cambia dos veces al mes y es escogida para complementar los patrones de agua de la fuente y los eventos programados en el complejo.
- El poste totémico de John T. Williams, un poste totémico de 10 metros de altura que conmemora a John T. Williams, un tallador de madera nativo estadounidense asesinado por un oficial de policía de Seattle.
- La Campana de Kōbe, un monumento oficial de la ciudad.[11]
- El Mural Amphitheatre, que contiene un mural del artista Paul Horiuchi, el Mural Horiuchi o Mural de Seattle, también creado para la Exposición Universal de 1962, un monumento oficial de la ciudad.[12]
- El parque infantil «Artists At Play»
- La fuente conmemorativa de Howard S. Wright
- El monorraíl de Seattle, que discurre entre el Seattle Center y el Westlake Center

### Museos
- El Museo de la Cultura Pop (MoPOP, antiguamente EMP Museum)
- Chihuly Garden and Glass
- El Centro de Ciencias del Pacífico, situado en el antiguo Pabellón de Ciencia de los Estados Unidos, diseñado por Minoru Yamasaki
- El Museo Infantil de Seattle, situado en la Seattle Center Armory

### Artes escénicas
- El Marion Oliver McCaw Hall, sede de la Ópera de Seattle y del Ballet del Noroeste del Pacífico, cuya escuela de ballet está al lado, en el Phelps Center. Este es el tercer espacio para espectáculos situado en este lugar, siendo el segundo la Ópera construida en la época de la Exposición Universal de 1962.
- El Seattle Repertory Theatre, sede del Bagley Wright Theatre, el Leo Kreielsheimer Theatre y el PONCHO Forum
- El Center Theatre, sede de la Seattle Shakespeare Company y el Book-It Repertory Theatre
- El Theatre Puget Sound
- The Center School
- El Cornish Playhouse (originalmente Seattle Center Playhouse, posteriormente renombrado Intiman Playhouse cuando Intiman Theatre era su inquilino principal), sede de producciones del Cornish College of the Arts
- El Teatro Infantil de Seattle en el Charlotte Martin Theatre
- The Vera Project (or VERA)
- El Mercer Arena, antiguamente una sala de deportes, conciertos y ópera antes de permanecer vacía durante varios años. Fue demolido en 2017 y en su parcela se construirá la futura sede de la Ópera de Seattle.

### Salas
- La Seattle Center Armory (conocida como Center House[13] desde principios de la década de 1970 hasta 2012, y como Food Circus[14] desde 1962 hasta principios de la década de 1970), que contiene el Center Theatre, sede de la Seattle Shakespeare Company y el Book-It Repertory Theatre, así como el Museo Infantil de Seattle, The Center High School y la Academy of Interactive Entertainment. Antes de la Exposición Universal de 1962, el edificio era una armería. La Seattle Center Armory es un monumento oficial de la ciudad. En su zona de restauración se encuentra una pieza del Muro de Berlín.[10]
- El Exhibition Hall, un espacio para ferias comerciales, recepciones, exposiciones y eventos especiales.
- El Fisher Pavilion at Seattle Center es una de las instalaciones de alquiler más grandes del complejo y el primer edificio de Seattle que consiguió la certificación LEED de construcción sostenible. Su amplio espacio flexible puede alojar una gran variedad de eventos comerciales, benéficos y comunitarios.
- The Northwest Rooms, antiguamente un pequeño centro de conferencias, que actualmente alberga el SIFF Film Center, The VERA Project y KEXP-FM.
- El teatro IMAX en el Centro de Ciencias del Pacífico[15]
- La Seattle Laser Dome

### Instalaciones deportivas
- El Climate Pledge Arena es la sede actual del equipo de baloncesto masculino de la Universidad de Seattle, los Seattle Redhawks; del equipo de la WNBA Seattle Storm; y del equipo de la NHL Seattle Kraken. También fue la sede del equipo de la NBA Seattle SuperSonics, actualmente Oklahoma City Thunder, y de los Seattle Thunderbirds de la Western Hockey League, de hockey sobre hielo. Inaugurado originalmente como Seattle Center Coliseum en 1962, fue renovado en 1995 con el nombre de KeyArena y reconstruido entre 2020 y 2021 con el nombre de Climate Pledge Arena. El estadio alberga más de cien eventos al año y fue la primera sala de conciertos en vivo de la región en 2016 de acuerdo con la revista Venues Today.
- El Memorial Stadium, un estadio de fútbol y fútbol americano anterior a la Exposición Universal de 1962, que fue la sede del Seattle Reign FC de la NWSL desde 2014 hasta 2018.

### Festivales
El Seattle Center alberga muchos festivales culturales, musicales y artísticos. Entre ellos se encuentran:
- Bumbershoot
- Northwest Folklife
- Festál (serie anual de veinticuatro eventos culturales relacionados con diferentes países del mundo)
- PrideFest
- Bite of Seattle
- Winterfest